# Prowincja (podział administracyjny)
Prowincja – w niektórych państwach nazwa jednostki administracyjno-terytorialnej lub części składowej federacji. Taka nazwa jest używana m.in. w Kanadzie.